# 徐明達
徐明達（Ming-Ta Hsu），台灣生化學者，台灣大學化學系畢，加州理工學院化學生物博士。專長領域為分子生物學、腫瘤基因、電子顯微鏡，他是前陽明大學副校長兼生化所教授。

## 著作

### 一般著作
- 《病毒的故事》[2]
- 《細菌的世界》[3][4]
- 《禽流感大戰疫》[5]

### 學術著作
- Yann-Jang Chen, Jenq-Yuh Ko, Pei-Jer Chen, Chih-Hung Shu, Ming-Ta Hsu, Shih-feng Tsai, and Chi-Hung Lin(1999) Chromosomal Aberrations in Nasopharyngeal Carcinoam Analyzed by Comparative Genomic Hybridization. Gene, Chromosomes & Cancer 25:169-175.
- Hu, M. C. And M. T. Hsu (1997). Adenovirus E1B 19K protein is required for efficient DNA replication in monocyte cell lines. Virology 227, 295-304.
- Wang, Y.C. and M. T. Hsu (1996). Inhibition of initiation of simian virus 40 DNA replication during acute response of cells irradiated by ultraviolet light. Nucleic Acids Res. 24: 3149-3157
- Chu, Y., and M. T. Hsu (1992). Ellipticine increases the superhelical density of intracellular SV40 DNA by intercalation. Nucleic Acids Res.20:4033-38
- Hsu, M.T., DiMaio, M., Reiss, O., Cira, D., and J. Gil. (1992). A novel system for the culture of human lung. Lung development and the response to injury. Am. J. Physiol. 263:308-316.
- Chu, Y., Sperber, K., Lavery, D., Mayers, L. and M. T. Hsu (1992). Persistent infection of human adenovirus type 5 in human monocyte cell lines. Virology 188:793-800

## 資料來源
1. ↑  . 國立交通大學. 2015-05-29  [2019-04-21]. （原始内容存档于2019-08-03） （中文（臺灣））. 徐明達教授專長為生物化學，臺大化學所取得碩士學位，赴美加州理工學院攻讀生物化學博士學位，於史丹佛大學醫學中心完成生物化學博士後研究。目前在陽明大學擔任教職，是國科會C1高通量基因體分析核心設施主持人及NRPB生技醫藥國家型科技計畫資源中心整合性基因體分析委員會召集人。為普及科學教育，教學研究之餘持續編寫科普書籍，《病毒的故事》、《細菌的世界》等，致力提升大眾生命科學素養，希望消除科學與人文的鴻溝、建立理性與感性的連結。
2. ↑  徐明達. . 台灣: 天下雜誌. 2003-11-27  [2019-04-21]. ISBN 9789867561077. （原始内容存档于2019-08-06） （中文（臺灣））. ……病毒的形狀五花八門，病毒的名字與型態也千奇百怪。有的病毒有美麗的名字，例如會造成鬱金香美麗花色的倫布蘭特病毒；形成夥伴、一起工作，把個人的核酸都放在同一個同一個殼子裡同進退的雙子星病毒；有懶惰的病毒專找別人幫它做外殼；黃蜂及人的病毒還會替它的宿主照顧及保護後代。……
3. ↑  徐明達. . 台灣: 二魚文化. 2004-10-25  [2019-04-21]. ISBN 9789866490637. （原始内容存档于2019-08-01） （中文（臺灣））. ……事實上，細菌對我們非常重要：細胞的能源工廠是從寄居的細菌演化而來；腸子裡的百兆細菌大軍也辛苦替我們工作。沒有細菌，人還活不下去呢！許多植物及動物，也都要靠這個微小生物的幫忙才能過活。它還會製造許多可口的食物及飲料，麝香貓咖啡就是它們的傑作；沒有細菌，也不會有邱吉爾嘴上的雪茄。細菌還替我們製造醬油、醋、味素、味噌等調味料，沒有它們，菜色會是多麼無味！
4. ↑  丁文玲. . 【開卷】周報. 2006-07-08  [2019-04-21]. （原始内容存档于2019-04-21） （中文（臺灣））. 徐明達教授認為把深奧的學問寫出來，讓社會大眾了解，是學者應負的社會責任。
5. ↑  徐明達. . 台灣: 時報出版. 2005-12-15  [2019-04-21]. ISBN 9571344184. （原始内容存档于2019-08-03） （中文（臺灣））. 禽流感疫情逐漸昇高，人心惶惶，有鑑於國人對禽流感的傳染及防疫沒有全面、正確的認識，特邀請陽明大學的副校長兼生化所教授徐明達撰寫本書，就禽流感的由來、病毒的分類、如何傳染給禽鳥及人類、如何預防及治療，人們在禽流感流行時應採取怎樣的措施等，都有詳細的說明。這是國內第一本由專家學者所撰寫的禽流感專書，書中引用的資料與數據都是最新的，在這場全民戰「疫」中，本書是你的最佳保命手冊！

## 外部連結
- 徐明達在國立陽明大學網站的介紹
- 徐明達在陽明大學生命科學系網站的介紹